# Massacre de Kipupu
Le massacre de Kipupu est un massacre survenu dans la nuit du 16 au 17 juillet 2020 à Kipupu, dans le territoire de Mwenga, dans la province du Sud-Kivu en République démocratique du Congo. Des membres de la coalition entre les milices armées congolaise banyamulenge Ngumino et Tuyirwaneho ont tué des habitants de cette localité (les victimes du massacre de Kipupu appartiennent pour la plupart aux ethnies Bafuliiru, Babembe et Banyindu). Une déclaration des députés représentants les différentes communautés présentes à Kipupu a été faite affirmant que plus de 200 personnes ont été tuées. Le bilan a été revu et contredit par certaines sources indépendantes notamment la MONUSCO qui a fait état de 15 morts et 200 disparus.

## Déroulement
Des membres de la coalition entre les milices armées Ngumino et Tuyirwaneho ont massacré des civils y compris des femmes et des enfants, tous désarmés.